# العیون
اَلعُیون یکی از شهرهای صحرای غربی (منطقهٔ تحت اداره کشور مراکش) در ناحیه العیون بوجدور است.
این شهر در کرانه اقیانوس اطلس قرار دارد و بزرگ‌ترین شهر صحرای غربی است. نیمی از جمعیت صحرای غربی در العیون ساکنند.
این شهر یک مستعمره اسپانیا بود که از سال ۱۹۷۶ مراکش بر آن تسلط یافته‌است.

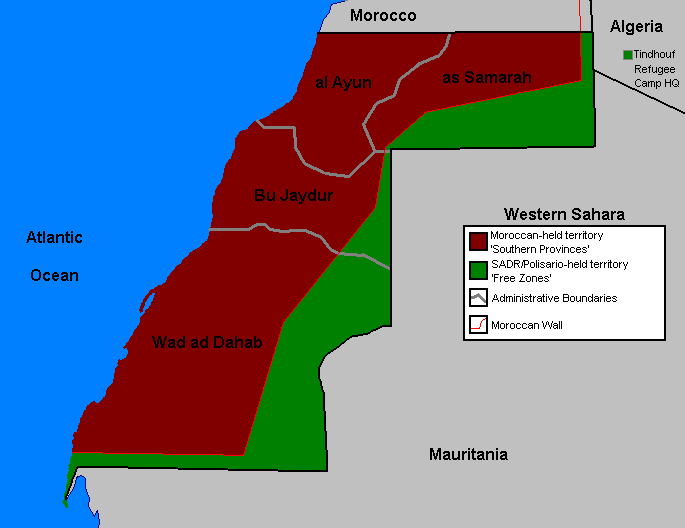
العیون در نقشهٔ صحرای غربی

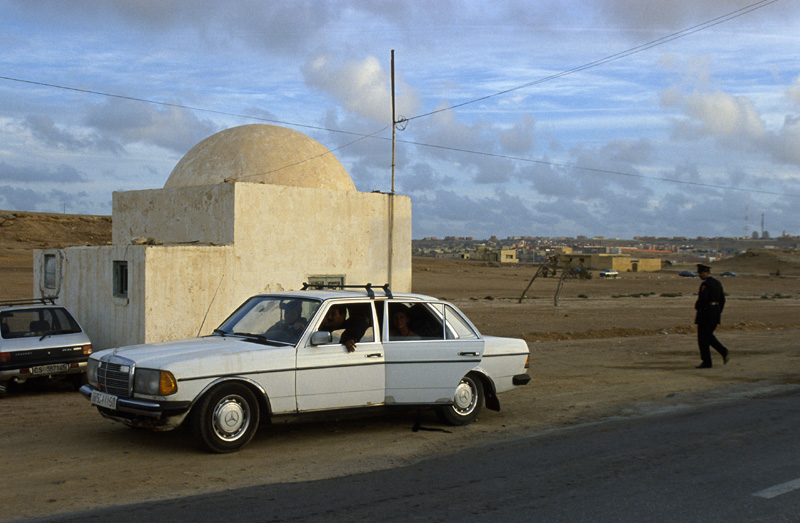
یک ایست بازرسی نظامی در پیرامون العیون

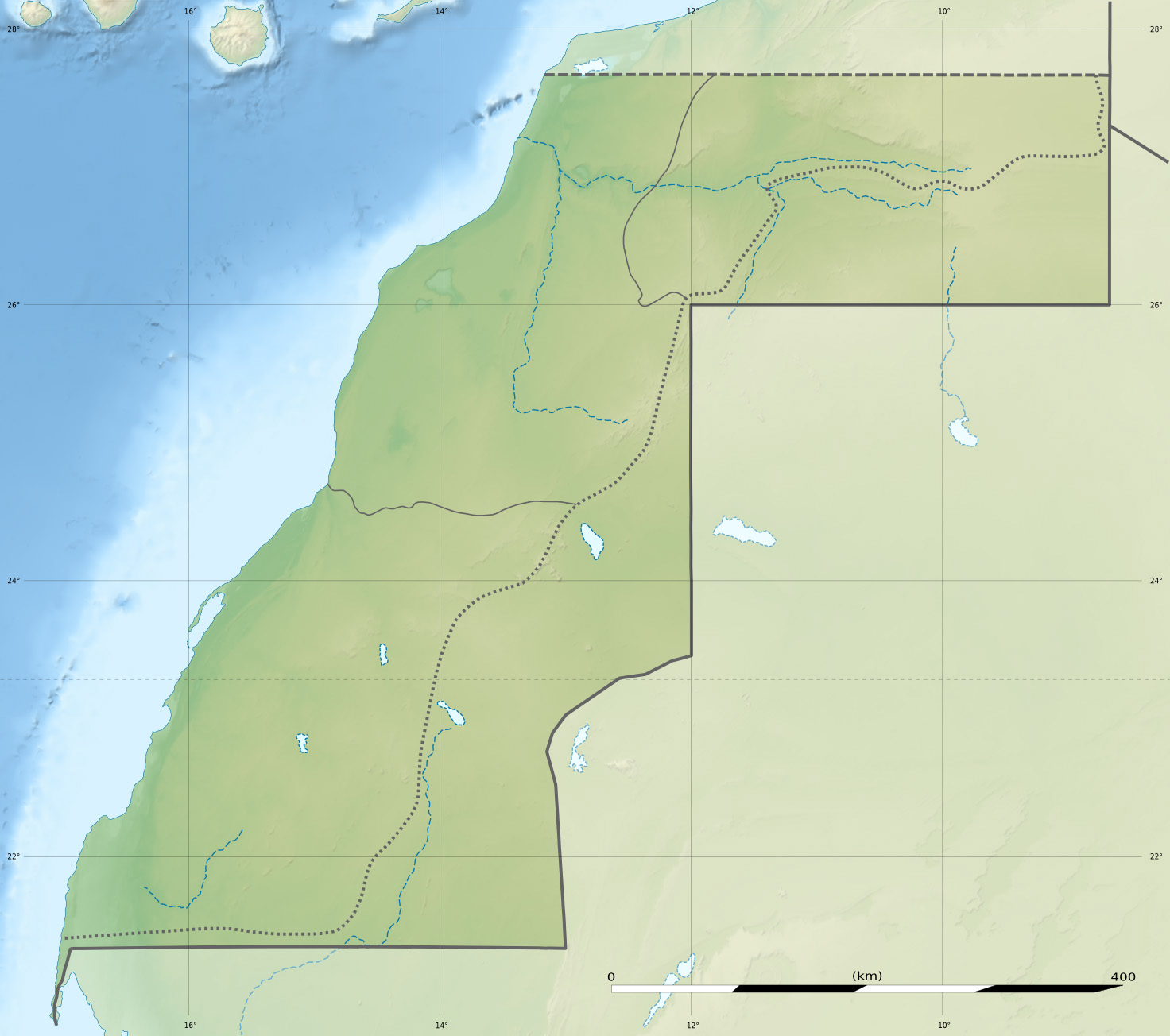